# Biopsja piersi

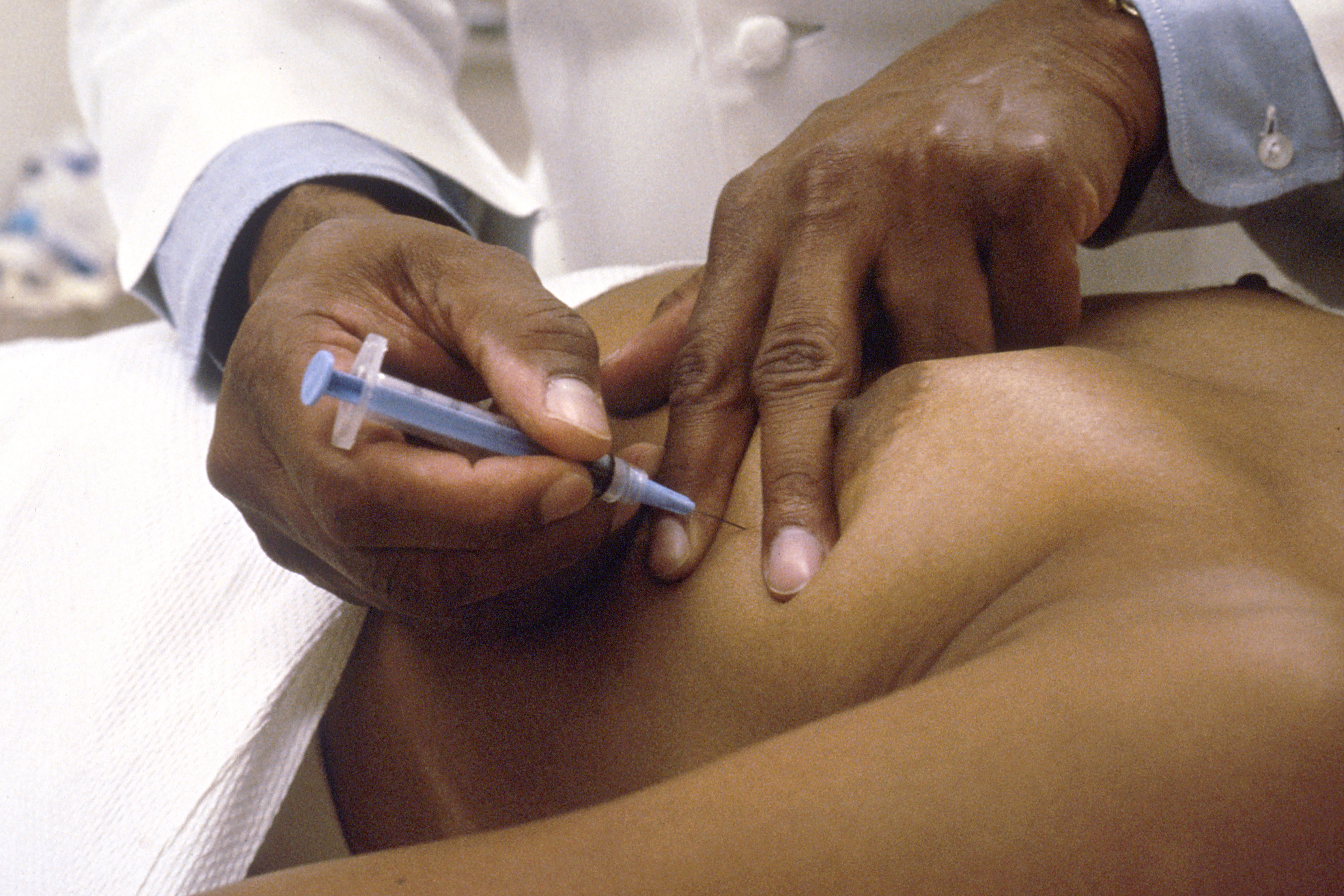
Biopsja cienkoigłowa może być wykonana doraźnie przez lekarza prowadzącego.

Biopsja piersi (właśc. biopsja gruczołu sutkowego) – procedura diagnostyczna polegająca na aspiracji płynu z komórkami lub wycięciu fragmentu tkanki piersi pacjentki. Pobrany materiał bada się mikroskopowo pod kątem występowania zmian świadczących o  patologii (w szczególmości rozroście nowotworowym). Dostępne są trzy techniki zabiegowe: aspiracyjna biopsja cienkoigłowa (FNAB), biopsja gruboigłowa (CNB; czasem z wykorzystaniem aparatury VAB, tzw. biopsja mammotomiczna a. biopsja MMT) oraz otwarta biopsja chirurgiczna (OSB). Przeprowadzenie zabiegu znacząco ułatwiają obrazowe metody lokalizacji zmian: ultrasonografia, stereotaksja lub rezonans magnetyczny. Ryzyko powikłań jest niskie, a pełny powrót do zdrowia po zabiegu następuje w okresie 1–2 dni.

## Znaczenie kliniczne
Upowszechnienie się programów wczesnego wykrywania raka piersi (tzw. screening mammograficzny) wymusiło rozwój technik, które pozwoliłyby jednoznacznie rozstrzygnąć o złośliwości zauważonych zmian. Wykonywanie za każdym razem resekcji chirurgicznej jest niewskazane, gdyż nawet do 80% z tych znalezisk ma charakter łagodny. Aby uniknąć wprowadzania niepotrzebnego leczenia rozpoznanie nowotworu sutka opiera się obecnie na trzech niezależnych badaniach: fizykalnym, radiologicznym oraz biopsji, umożliwiającej analizę histopatologiczną lub cytologiczną. Pobranie wycinków tkankowych ułatwia również podjęcie dalszych decyzji terapeutycznych. Na ich podstawie charakteryzuje się architekturę nowotworu, wykonywany jest grading, wykrywa się receptory ER i HER2 oraz (czasem, głównie w USA) przeprowadza się pełne profilowanie genetyczne.
W krajach rozwijających się, z uwagi na ograniczone środki pieniężne, najczęściej stosuje się biopsję aspiracyjną cienkoigłową (ang. fine needle aspiration biopsy, FNAB). W krajach zachodnich przeważa biopsja gruboigłowa (ang. core-needle biopsy, CNB) oraz jej modyfikacje z użyciem wysokospecjalistycznego sprzętu ze wspomaganiem próżniowym (ang. vacuum-assisted biopsy, VAB). Narzędzia do przezskórnego wycinania zmian (ang. percutaneous excisional biopsy, czasem nazywana też direct a. frontal biopsy) pozostają w fazie testów klinicznych. Biopsja wykonywana podczas zabiegu chirurgicznego (ang. open surgical biopsy, OSB) pozostaje badaniem referencyjnym, które potrafi rozstrzyga o chorobie w wypadku wątpliwości diagnostycznych.

### Ryzyko
Niewątpliwą zaletą biopsji igłowej piersi jest jej mała inwazyjność. Z wyjątkiem umiarkowanego dyskomfortu związanego z gojeniem się miejsca wkłucia rzadko odnotowuje się poważniejsze powikłania. Do najczęściej stwierdzanych dolegliwości (w nawiasach dane dla CNB) należą: zasinienia (dość powszechne), przedłużające się krwawienie (u 0,72% – szczeg. przy leczeniu antykoagulantami) i wytworzenie znacznego krwiaka (0,09%) oraz infekcje (0,15%).

### Jakość badań klinicznych
Należy zaznaczyć, że większość z wyników badań klinicznych, publikowanych w piśmiennictwie naukowym, opiera się na materiale o małej sile dowodowej. Spowodowane jest to zwykle brakiem niezbędnych informacji klinicznych opisujących śledzoną kohortę oraz brak grupy odniesienia w analizach retrospektywnych. Wnioski z tych opracowań pozostają niezmiernie przydatne, ale trzeba zachować ostrożność w formułowaniu uogólnień, gdyż rozważane grupy chorych mogły nie być dobrane w sposób reprezentatywny (por. zasady Evidence-based medicine).

## Rodzaje technik

### Biopsja aspiracyjna cienkoigłowa (FNAB)

Rak przewodowy sutka. Biopsja cienkoigłowa.

FNAB została wprowadzona do praktyki klinicznej w latach 30. przez Martina i Ellisa na terenie Nowego Jorku. Pomimo dużej skuteczności metoda przez następne 25 lat nie spotkała się z zainteresowaniem środowisk medycznych. Dopiero po 1950 r. pracownicy szwedzkiego Karolinska Institutet odkryli na nowo jej przydatność w ocenie dostępnych palpacyjnie guzów piersi. W 1986 przedstawiono pierwsze rozwiązania pozwalające na stereotaktyczną biopsję zmian niejawnych, które zostały wykryte po raz pierwszy w badaniu mammograficznym.
Od tego czasu FNAB pozostaje podstawową i najtańszą metodą diagnostyki zmian litych gruczołu sutkowego. Nakłucie wykonuje się igłą wielkości 27-21 G (0,4-0,8 mm średnicy) przyłączoną do strzykawki o obj. 20 ml. Pociągnięcie za tłok pozwala zassać materiał płynny i/lub złuszczone komórki. Aspirat rozmazuje się na szkiełku mikroskopowym i konserwuje w celu uzyskania preparatu cytologicznego.
FNAB jest metodą z wyboru, jeżeli wykryta masa ma charakter torbielowaty. Całkowite usunięcie płynu, który nie zawiera domieszek krwi, świadczy o łagodnym charakterze zmiany. Biopsję cienkoigłową wykorzystuje się również do pobierania fragmentów pachowych węzłów chłonnych w celu wykluczenia przerzutów. W tym wypadku wystarczy wykrycie pojedynczych komórek nowotworowych, aby stwierdzić postęp choroby. W przyszłości metody molekularne powinny pozwolić na szczegółową charakterystykę zmian złośliwych nawet na podstawie tak skąpej ilości materiału, jaką pozyskuje się za pomocą FNAB [51-53]
Ograniczona skuteczność badania nie pozwala, aby o chorobie nowotworowej orzekać wyłącznie na podstawie jego wyniku. Odsetek wyników fałszywie ujemnych wynosiłby wówczas 25–50%, a fałszywie dodatnich do 9%. Duża liczba próbek nie przedstawia wartości diagnostycznej: od 8,5–26,6% w wypadku nakłucia pod kontrolą USG czy próbkowania litych mas do 46,1% przy dochodzeniu przyczyny mikrozwapnień. Ostateczna jakość wyniku silnie zależy od doświadczenia i dostępności ekipy cytopatologicznej. W Stanach Zjednoczonych wyniki fałszywie dodatnie mogą narazić lekarza na zarzuty "niekompetencji" i stać się przyczyną późniejszych pozwów sądowych.
| Zalety                                          | Wady                                                          |
| ----------------------------------------------- | ------------------------------------------------------------- |
| Łatwiejsza i szybsza do przeprowadzenia niż CNB | Mała ilość materiału do badań                                 |
| Nie trzeba podawać środka znieczulającego       | Jakość silnie zależna od doświadczenia cytologa               |
| Mało inwazyjna, nie pozostawia blizn            | Brak możliwości określenia inwazyjności zmiany                |
| Niewielki odsetek powikłań                      | Małego dokładność w diagnozie zmian niskiego stopnia          |
| Krótki czas oczekiwania na wynik                | Trudność w pobieraniu próbek ze zwłóknień itp.                |
| Korzystna finansowo                             | Występują wyniki fałszywie negatywne oraz fałszywie pozytywne |
|                                                 | Wymagana precyzja przy robieniu utrwalaniu preparatu          |

### Biopsja gruboigłowa (CNB)

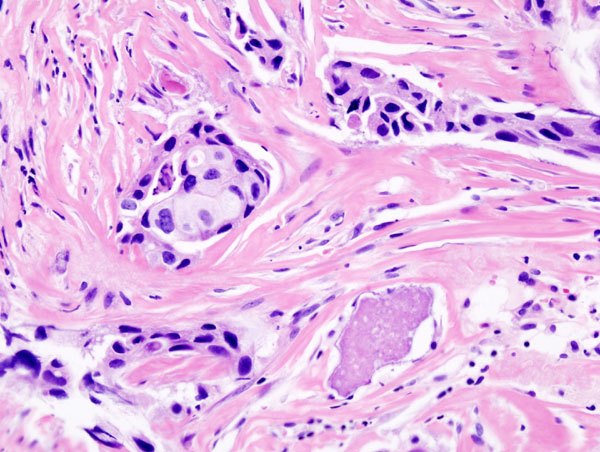
Rak przewodowy sutka typu włóknistego. Biopsja gruboigłowa.

CNB wykonywana z obrazowaniem radiologicznym szybko zyskała popularność już po pierwszych publikacjach Parkera i in. w 1993 r. W tej technice stosuje się igły większego kalibru (rozmiar 14–16 G). Do manualnego wykonania zabiegu służą strzykawki z tłokiem sprężynowym osadzone w specjalnej obudowie. Naciśnięcie spustu zwalnia tłok, wykrawając fragment z miąższu gruczołu. Pobieranie kolejnych próbek wiąże się z każdorazową wymianą igły, co sprzyja lokalnemu krwawieniu.
Technika CNB likwiduje wiele niedostatków badania FNAB. Wykorzystując ultrasonografię bądź stereotaksję rozpoznanie cechuje większa precyzja, w szczególności kiedy zmiany mają charakter lity lub mikrozwapnień. Wskaźniki diagnostyczne (czułość, precyzja) osiągają wyższe wartości, a spójność pobranego wycinka umożliwia ocenę jego architektury. Podane właściwości umożliwiają odróżnienie raka naciekającego od nowotworu in situ.
Godnym uwagi problemem, którego znaczenie kliniczne rozważano przez pewien czas, była kwestia możliwości rozsiewu nowotworu podczas nakłuwania igłą. Im większy kaliber instrumentu, tym łatwiej naruszyć strukturę guza, przypuszczalnie zwiększając stopień zaawansowania zmiany (aparaty VAC wymykają się tej regule z powodu ukierunkowanej siły ssącej). W literaturze istnieją opisane sporadyczne przypadki miejscowych wznów, które były przypisywane przeprowadzonej uprzednio biopsji. Systematyczne badania nie potwierdziły tych obaw: zwykle komórki nowotworowe szybko ulegają nekrozie po wyciągnięciu ze swego zwykłego otoczenia. Obserwacje te są zgodne z aktualnymi poglądami na patogenezę choroby; rozwój formy inwazyjnej wymaga nabycia kilku kluczowych mutacji, które pomagają przeżyć komórkom w obcym, niesprzyjającym środowisku. Ich przedwczesny transfer musi zatem zakończyć się śmiercią. Samo leczenie wczesnych nowotworów piersi obejmuje też sesje radioterapii, która z założenia ma niszczyć miejsca lokalnych mikroprzerzutów.  
Odsetek rozpoznań fałszywie ujemnych mieści się w przedziale od 0–9%, ze średnią wartością ok. 0,4%. Najczęstszą przyczyną porażki diagnostycznej pozostaje podjęcie próbek spoza sondowanej zmiany.
| Zalety                                                         | Wady                                                     |
| -------------------------------------------------------------- | -------------------------------------------------------- |
| Dobre warunki do oceny mikrozwapnień                           | Jakość silnie zależy od doświadczenia operatora          |
| Możliwość weryfikacji niepewnych wyników FNAB                  | Nadal występują wyniki fałszywie negatywne               |
| Łatwość w uzyskiwaniu próbek z wszystkich rodzajów zmian       | Stosunkowo większe ryzyko powikłań                       |
| Ilość materiału wystarcza do przeprowadzenia wszystkich testów | Naruszenie struktury guza może ułatwić jego rozsiew      |
| Mało inwazyjna, nie pozostawia blizn                           | Wymaga znieczulenia miejscowego                          |
| Pozwala ocenić naciekanie guza                                 | Wyższe koszty badania, dłuższy czas oczekiwania na wynik |

### Biopsja wspomagana próżniowo (VAC)

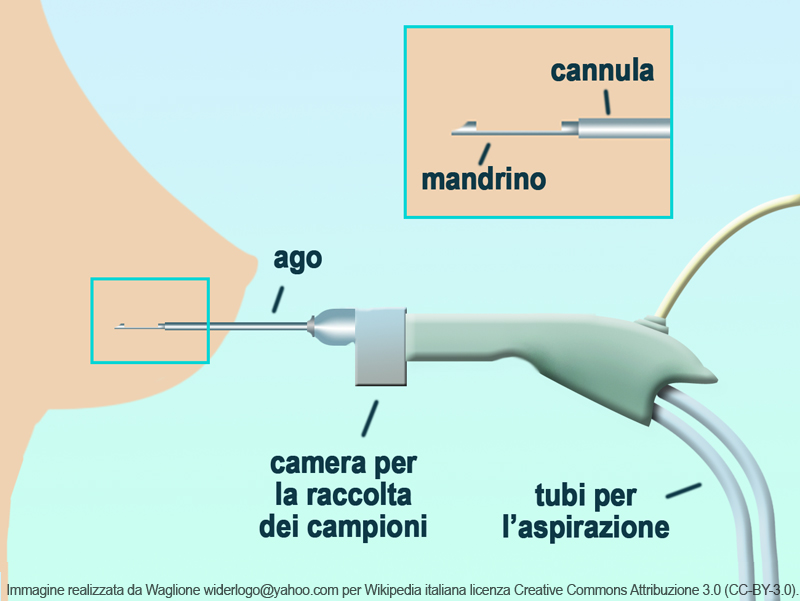
Biopsja mammotomiczna. Aparat Mammotome®.

Dalszy postęp technologiczny przebiegał w kierunku rozwoju specjalistycznych urządzeń, ułatwiających pobieranie wycinków zmian uznanych za trudne w diagnostyce (mikrozwapnienia, zagęszczenia niejednorodne). Pierwszym dostępnym na rynku aparatem VAC był Mammotome® firmy Ethicon Endo-Surgery ze Stanów Zjednoczonych (od 1995 r.). Wszystkie instrumenty pracują na podobnej zasadzie: grubą igłę (wielkość do 7 G) wprowadza się przez małe nacięcie w piersi (stąd nazwa: biopsja mammotomiczna) przy kontroli stereotaktycznej lub USG. Po osiągnięciu pożądanego miejsca podciśnienie zasysa otaczającą tkankę do środka igły przez rowek na jej obwodzie. Tkanka jest wycinana przez wbudowane ostrze, po czym operator może zmieniać kąt jego położenia bez wyjmowania igły (kaniula obraca się w zakresie 360 stopni). Dzięki temu reprezentatywna ilość próbek zostaje pobrana przez pojedynczy otwór, który nie wymaga zszycia chirurgicznego.
W porównaniu do tradycyjnej biopsji gruboigłowej, VAB dostarcza próbki o większych rozmiarach i precyzyjniej identyfikuje mikrozwapnienia, a wynik badania rzadziej podlega niedoszacowaniu (tzn. rozpoznaniu choroby mniej zaawansowanej niż w rzeczywistości). Niestety, koszty wykonania badania są znacznie wyższe. Również nabycie sprawności w posługiwaniu się tym (zaawansowanym technicznie) urządzeniem wymaga czasu, co przekłada się na ilość popełnianych błędów diagnostycznych.
Niektórzy wykorzystują aparaty VAB do całkowitego usuwania zmian łagodnych (np. włókniakogruczolaków lub brodawczaków) oraz drenażu dużych ropni. Ta dosyć wygodna metoda spotyka się jednak z ostrą krytyką części środowisk medycznych.
Ilość wyników fałszywie ujemnych waha się między 0,6–5,2% pod kontrolą USG oraz 1,3–3,3% dla badania metodą stereotaktyczną.

### Narzędzia do przezskórnego wycinania zmian
Podjęto wiele wysiłków w celu zaprojektowania urządzenia, które umożliwiłoby usunięcie zmiany bez konieczności przeprowadzania otwartej operacji. Pierwszym zestawem tego typu był się Advanced Breast Biopsy Instrumentation® (w skrócie ABBI, produkt United States Surgical), wycofany już ze sprzedaży m.in. z powodu dużego odsetka dodatnich marginesów przy resekcji guza. Próbą modyfikacji tej techniki był aparat Site-Select® firmy Imagyn Medical Technologies, który został równie oceniony krytycznie. W obu wypadkach metoda polegała na wprowadzeniu metalowej, rozwidlonej na końcu prowadnicy, a następnie elektrokoagulacji otaczających ją tkanek. Obecnie w fazie badań klinicznych znajduje się Intact Breast Lesion Excision System® (w skrócie BLES; Intact Medical Corporation), który do wycinania zmian wykorzystuje energię fal o częstotliwości radiowej.

### Biopsja chirurgiczna (OSB)

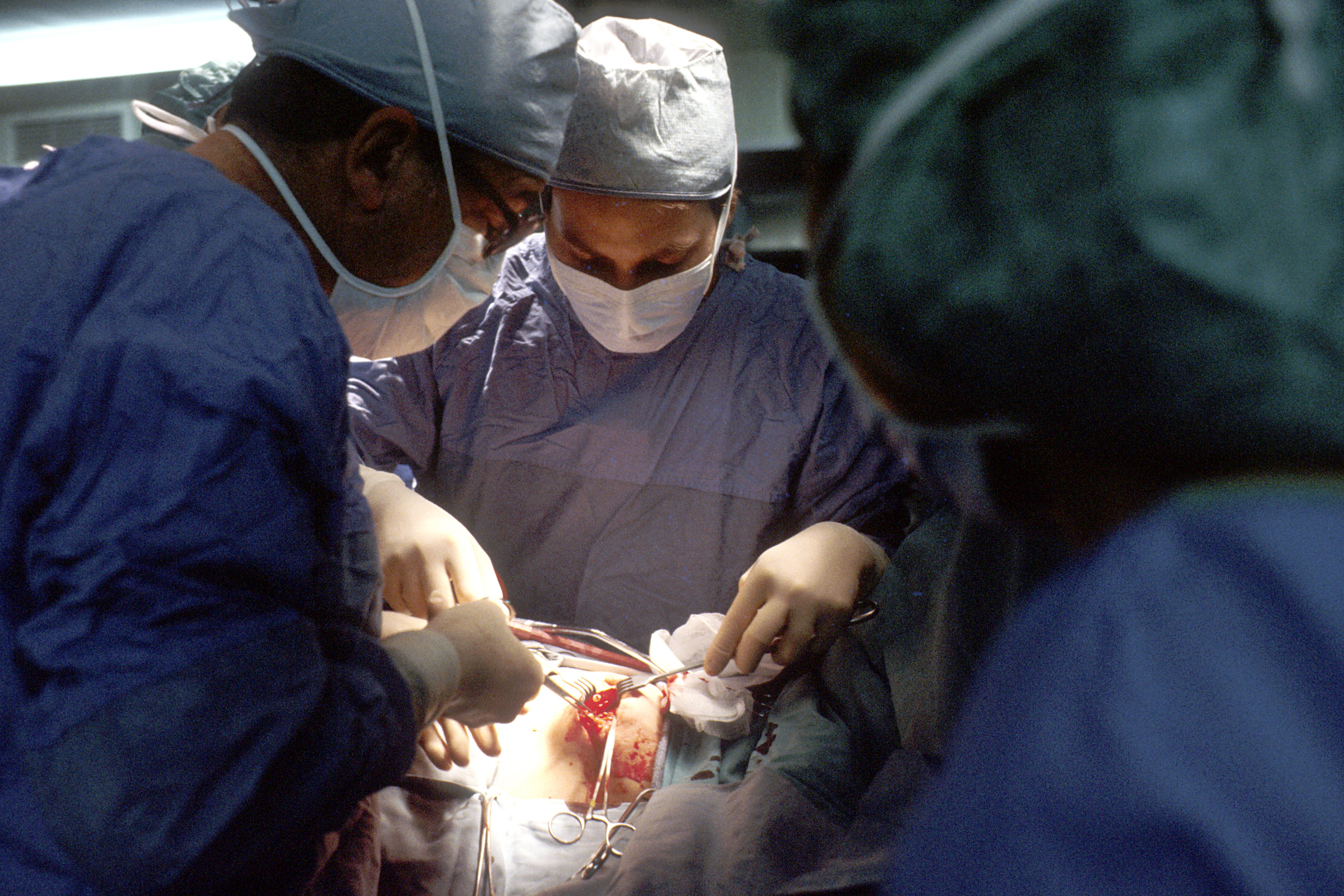
Otwarta biopsja chirurgiczna piersi.

Do początku lat 90. jedyną godną zaufania metodą oceny zmian niedostępnych badaniu palpacyjnemu była otwarta biopsja chirurgiczna. Przed usunięciem tkanki zajęty obszar przed operacją oznaczano metalowym znacznikiem pod kontrolą USG. Zabieg wymagał znieczulenia pacjentki, wiązał się z usunięciem większej ilości tkanki (części lub całości guza, por. lumpektomia) oraz zostawiał ślad w postaci trwałej blizny. Ostatecznie 75% zmian opisywano jako łagodne; w wypadku stwierdzenia nowotworu zwykle potrzebna była kolejna operacja.
Trudności techniczne oraz kosztowność tej procedury doprowadziła do wyparcia jej przez mniej inwazyjne metody diagnostyki. Niemniej jednak w razie niejednoznaczności w ocenie choroby pozostaje ona najlepszym sposobem do ich rozstrzygnięcia. Cechuje się bardzo wysoką czułością, a odsetek niepowodzeń w resekcji jest bliski zeru.
| Zastosowana metoda biospji | Czułość metody w procentach (95% CI)                  |
| -------------------------- | ----------------------------------------------------- |
| Cienkoigłowa               | 43,8–95,0                                             |
| Gruboigłowa                | palpac.: 75,8–92,1 stereot.: 95,8–98,9 USG: 97,2–98,2 |
| Aparat VAC                 | stereot.: 98,1–99,6 USG: 81,2–99,4                    |
| Chirurgiczna               | 98,0–99,0                                             |

## Sposoby lokalizowania zmian
Aby ustalić położenie zmiany, która nie jest wyczuwalna palpacyjnie, trzeba zobrazować ją za pomocą technik radiologicznych. Droga igły jest ustalana na bieżąco pod kontrolą głowicy USG albo na podstawie zdjęć RTG/MRI wykonywanych bezpośrednio przed wkłuciem.
Techniki manualne : w sytuacji, gdy wykrytą masę stanowi lity guz, nie potrzeba żadnych dodatkowych technik obrazowania. W ten sposób można zaoszczędzić znaczne środki pieniężne bez znaczącej utraty precyzji.
Ultrasonografia: preferowana metoda lokalizacji zmian. Akceptowana przez pacjentów, łatwo dostępna i stosunkowo tania. Monitorowanie zabiegu w czasie rzeczywistym ułatwia manipulacje ostrzem i ew. wprowadzanie poprawek. Nowe technologie w rodzaju tissue harmonic imaging (THI) oraz compound imaging (CI) poprawiają rozdzielczość obrazu i obiecują jeszcze większą precyzję. USG generujące obraz 3D pozwala łatwo uchwycić małe, przesuwalne zmiany w głębi gruczołu.
Stereotaksja: Zestaw do biopsji stereotaktycznej składa się z aparatu VAC na specjalnym wysięgniku, zamontowanego pod specjalnym stołem. Niektóre jednostki pozwalają na przeprowadzanie zabiegu w pozycji siedzącej. Niezależnie od konfiguracji, pierś pacjentki jest za każdym razem znieczulana i unieruchamiana zaciskiem. W takim położeniu wykonuje się zdjęcia RTG, na podstawie których obliczone zostaje miejsce wkłucia. Gwarantuje to dużą dokładność przy pobieraniu próbek. Konieczność nabycia aparatury w formie pełnego, rozbudowanego zestawu pociąga za sobą jednak większe koszty.
Rezonans magnetyczny: Niektóre zmiany są najlepiej widoczne na zdjęciach MRI. Istnieje możliwość posłużenia się nimi bezpośrednio do wykonania biopsji gruczołu. Pacjentka leży na brzuchu w aparacie MRI, kładąc piersi w zagłębieniu stołu (podobnie jak przy stereotaksji). Fotografia piersi jest rzutowana na siatkę współrzędnych; stół zostaje z powrotem wysunięty, a chirurg – stojąc z boku pacjentki – ma możliwość nakłucia piersi, wkładając igłę przez otwór kratki, na której ustalono położenie zmiany. Czułość metody jest prawie idealna, lecz duża wrażliwość tej metody diagnostyki utrudnia odróżnianie zmian łagodnych od złośliwych. Cała procedura pozostaje droga i dość czasochłonna.